# Архиепархия Аданы
Архиепархия Аданы (лат. Archidioecesis Adanensis) — упразднённая архиепархия Антиохийской православной церкви, в настоящее время титулярная архиепархия Римско-Католической церкви.

## История
Город Адана до VIII века был центром одноимённой архиепархии Антиохийского патриархата. Первый архиепископ Аданы Павлин участвовал Первом Никейском соборе. Архиепархия Аданы прекратила своё существование в VII веке.
C 1785 года архиепархия Аданы является титулярной епархией Римско-Католической церкви.

## Архиепископы
Епископы
- Павлин (уп. в 325)
- Пизон (до 344 — после 363)
- Кириак (уп. в 381)
- Анатолий (уп. ок. 400)
- Кирилл (до 431 — после 434)
- Филипп (до 451 — после 458)
- Феофил (ум. ок. 538)
- аноним (уп. в 538)

Архиепископы
- Иоанн (уп. в 680)
- Авраам (сер. XI века)

## Титулярные архиепископы
- архиепископ Антонио Феличе Дзондадари (19 декабря 1785 — 1 июня 1795) — назначен архиепископом Сиены;
- архиепископ Поль-Амбруаз Фрер де Вильфранкон (27.06.1821 — 2.05.1823) — назначен архиепископом Безансона;
- архиепископ Domenico Ciluffo (27.01.1842 — 14.05.1873);
- архиепископ Ambrose Notyn Darauni (28.05.1875 — 1878);
- архиепископ Эдоардо Борромео (19.04.1878 — 30.11.1881);
- архиепископ Domenico Cavallini Spadoni (28.02.1879 — 18.02.1885);
- архиепископ Коррадино Мария Кавриати (27.03.1885 — 27.01.1890);
- архиепископ Аброджио Дамиано Акилле Ратти (29.04.1921 — 13.06.1921) — назначен кардиналом-священником, позднее — выбран Римским папой Пием XI;
- архиепископ Эрменеджильдо Пеллегринетти (24.05.1922 — 13.12.1937) — назначен кардиналом-священником;
- архиепископ Ercolano Marini (3.10.1945 — 16.11.1950);
- архиепископ Diego Venini (12.01.1951 — 20.07.1981);
- вакансия с 1981 года.

## Источник
- Annuario Pontificio, Libreria Editrice Vaticana, Città del Vaticano, 2003, стр. 751, ISBN 88-209-7422-3
- Pius Bonifacius Gams, Series episcoporum Ecclesiae Catholicae Архивная копия от 26 июня 2015 на Wayback Machine, Leipzig 1931, стр. 435  (лат.)